# (614) Pia
(614) Pia – planetoida z pasa głównego asteroid okrążająca Słońce w ciągu 4 lat i 157 dni w średniej odległości 2,7 j.a. Została odkryta 11 października 1906 roku w Landessternwarte Heidelberg-Königstuhl w Heidelbergu przez Augusta Kopffa. Nazwa planetoidy pochodzi od Pia Observatory w Trieście, prywatnego obserwatorium Johanna Nepomuka Kriegera, niemieckiego astronoma amatora i selenografa. Przed nadaniem nazwy planetoida nosiła oznaczenie tymczasowe (614) 1906 VQ.